# Józef Lebenbaum
Józef Lebenbaum (ur. 1 lipca 1930) – polski dziennikarz i działacz emigracyjny, organizator pomocy dla opozycji antykomunistycznej w Polsce w latach 70. i 80. XX wieku.

## Życiorys
Był dziennikarzem Głosu Robotniczego, w związku z kampanią antysemicką w 1968, wyemigrował do Szwecji, mieszkał w Lund. Pod koniec lat 70. XX w. zaangażował się w pomoc środowiskom opozycyjnym w Polsce, współpracował m.in. z Andrzejem Koraszewskim i Marianem Kaletą, organizował transporty wydawnictw emigracyjnych do Polski. Po ogłoszeniu stanu wojennego w Polsce był jednym z organizatorów Komitetu Poparcia Solidarności w Lund, w latach 1983–1990 kierował założoną przez siebie Niezależną Agencją Polską (Independent Polish Agency), rozpowszechniającą w zachodniej Europie informacje o oporze społecznym w Polsce. Był jednym z inicjatorów powstania w 1983 Konferencji Organizacji Wspierających Solidarność (CSSO) i koordynatorem stałego sekretariatu tej organizacji.
W 2007 został odznaczony Krzyżem Komandorskim Orderu Odrodzenia Polski (M.P. z 2008 r. nr 3, poz. 30).
Jest członkiem Stowarzyszenia Pracowników, Współpracowników i Przyjaciół Rozgłośni Polskiej Radia Wolna Europa Imienia Jana Nowaka-Jeziorańskiego..